# Nastri d'argento 1974
La 29ª edizione dei Nastri d'argento si è tenuta nel 1974.

## Vincitori

### Regista del miglior film italiano
- Federico Fellini - Amarcord
- Florestano Vancini - Il delitto Matteotti
- Luchino Visconti - Ludwig

### Migliore regista italiano esordiente
- Marco Leto - La villeggiatura

### Miglior produttore
- Franco Cristaldi - per il complesso della produzione

### Miglior soggetto originale
- Federico Fellini e Tonino Guerra - Amarcord

### Migliore sceneggiatura
- Federico Fellini e Tonino Guerra - Amarcord

### Migliore attrice protagonista
- Laura Antonelli - Malizia
- Monica Vitti - Teresa la ladra

### Migliore attore protagonista
- Giancarlo Giannini - Film d'amore e d'anarchia - Ovvero "Stamattina alle 10 in via dei Fiori nella nota casa di tolleranza..."

### Migliore attrice esordiente
- Lina Polito - Film d'amore e d'anarchia - Ovvero "Stamattina alle 10 in via dei Fiori nella nota casa di tolleranza..."

### Migliore attore esordiente
- Gianfilippo Carcano - Amarcord

### Migliore attrice non protagonista
- Adriana Asti - Una breve vacanza

### Migliore attore non protagonista
- Turi Ferro - Malizia

### Migliore musica
- Tony Renis - Blu Gang - E vissero per sempre felici e ammazzati

### Migliore fotografia
- Armando Nannuzzi - Ludwig

### Migliore scenografia
- Mario Chiari - Ludwig

### Migliori costumi
- Piero Tosi - Ludwig

### Regista del miglior film straniero
- Ingmar Bergman - Sussurri e grida (Viskningar och rop)
- François Truffaut - Effetto notte
- Luis Buñuel - Il fascino discreto della borghesia

### Regista del miglior cortometraggio
- Giuseppe Ferrara - La città del malessere

### Miglior produttore di cortometraggi
- Corona Cinematografica - per il complesso della produzione

### Attestati di merito ai registi di cortometraggio
- Elio Piccon - Dove sono
- Giorgio Treves - Rads 1001
- Claudio Bassan - Sinfonia della natura